# Myoblaste

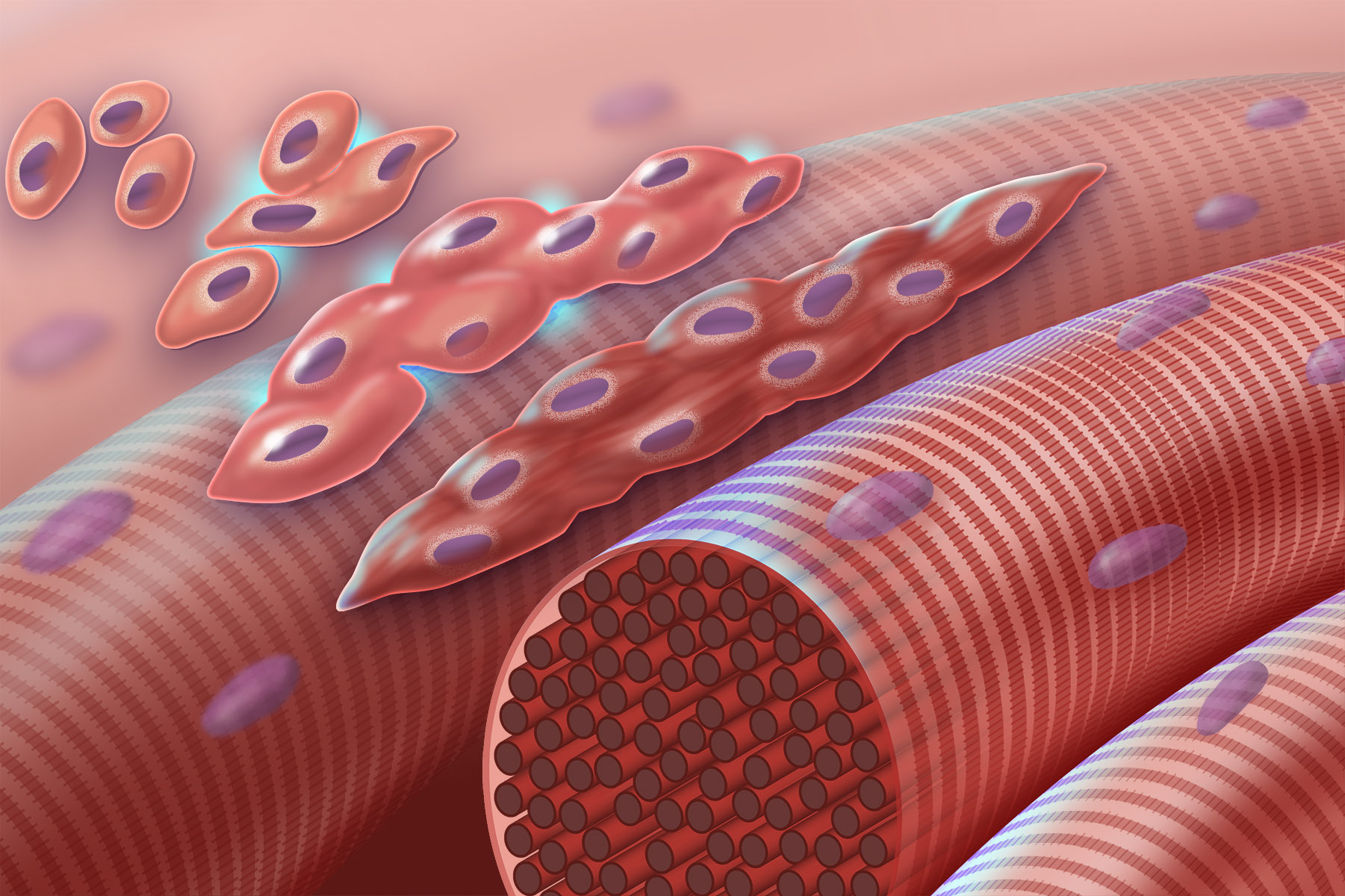
Fusion des myoblastes lors de la myogenèse.

Un myoblaste (du grec myo muscle et blastos germe) est une cellule souche responsable de la formation des muscles squelettiques dans l'embryon ou lors de la réparation des muscles endommagés (myogenèse).  
Ces cellules proviennent de la détermination des cellules somatiques, induite par les facteurs de transcription spécifiques du muscle MyoD et myf5. Ces cellules migrent, s'alignent entre elles et, sous l'influence de la myogénine, fusionnent afin de former un syncytium plurinucléé appelé myotube. Ce dernier se différencie ensuite en fibre musculaire. 
Cependant certains myoblastes ne fusionnent pas et restent en périphérie des fibres musculaires. Ces cellules satellites interviennent dans la réparation des tissus musculaires de l'adulte. En effet, lorsque les fibres musculaires sont endommagées, ces cellules prolifèrent et fusionnent afin de former de nouvelles fibres.

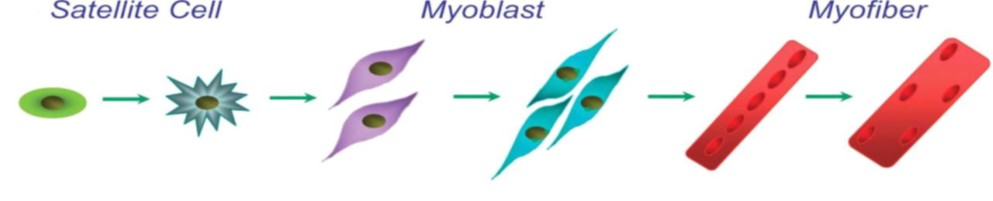
Myogenèse (cellules satellites > myoblastes > fibre musculaire).

Ces cellules expriment des protéines spécifiques du muscle telles que la myosine, la desmine ou encore les facteurs de transcription MyoD et myogénine.